# Intimacy
Intimacy je třetí studiové album britské skupiny Bloc Party vydané v roce 2008.

## Seznam skladeb
1. Ares – 3:29
2. Mercury – 3:53
3. Halo – 3:36
4. Biko – 5:01
5. Trojan horse – 3:32
6. Signs – 4:39
7. One month Off – 3:38
8. Zephyrus – 4:34
9. Talons – 4:42
10. Better Than Heaven – 4:21
11. Ion Square – 6:33
12. Your Visits are Getting Shorter (Bonus Track) – 4:21
13. Letter to my Son (Bonus Track) – 4:26
14. Flux (Bonus Track) - 3:38

## Singly z alba
- Mercury
- Talons
- One Month Off